# 周徳鴻
周徳鴻（しゅう とくほう/チャオ・デーホン、1884年 - ?）は、清末民初の技術者、官僚。字は伯彬。四川省巴県（現重慶市巴南区）出身。東京高等工業学校機械科卒業。
航空技師として北洋政府軍に加わり、奉天派に属する。国民政府でも空軍軍属として参加。

## 略歴
成都より官費生として日本に留学。1911年（宣統三年）9月、学部（文部省に相当）の試験を受け最優等となり、工科進士の賞給を受ける。
辛亥革命後の1913年（民國二年）の間、四川公立工業專門学校（現四川大学）教員として機械工学や製図を教えていた。1921年（民國十年）5月、北洋政府に加わり、郭世綰、盛紹章、黄耀栄らとともに北京航空署（署長：丁錦）附技師。
1924年（民國十三年）前後、奉天軍東三省巡閲使署航空処飛機修理廠副廠長、廠長。
1925年（民國十四年）10月1日、東北航空司令部野戰修理廠廠長。1926年2月、航空工廠廠長。1927年8月、工兵上校（大佐に相当）。1928年8月、東北航空大隊（大隊長：徐世英）副大隊長。同年9月、日本の製造廠、航空学校、航空部隊を視察。1929年（民國十八年）前後、東北邊防軍航空大隊大隊附，航空司令部部附。
1933年（民國二十二年）、中国科学社社員（工程科学組機工股）。同年10月、銭昌祚、陳昌祖と航空機械学校準備委員会を設置し、創校計画草案を作成。
1934年（民國二十三年）5月、南昌にて航空委員会が設立されると、第三処（総務処）処長。
1937年（民國二十六年）1月4日、空軍三等機械正。また同月、航空委員会第二庁第四処（技術処）第十一科（器材科）科長。1938年（民國二十七年）3月、航空委員会技術庁器材処副処長兼第十五科科長。のち器材処処長。
1939年（民國二十八年）前後より1942年（民國三十一年）4月まで空軍第一飛機製造廠（昆明）廠長。1943年2月、航空委員会主席購料委員。
1946年（民國三十五年）、1934年より11年間続けていた航空委員会参事を辞し、塘沽新港工程局副局長。同年11月22日、空軍一等機械正（大佐相当）。1947年8月14日、空軍一等機械正と共に予備役編入。1948年（民國三十七年）、塘沽新港工程局局長。
1949年に台湾に去ったのち、交通部技正、台中地方法院推事等の職に就いた。1980年前後に亡くなったとされる。

## 栄典
- 六等雲麾勲章 - 1945年8月14日[32]
- 抗戦勝利勲章（中国語版） - 1946年10月10日[33]

## 参考
- 馬毓福編著 (1994). 1908-1949中国軍事航空. 航空工業出版社

| 軍職        | 軍職                                        | 軍職        |
| ----------- | ------------------------------------------- | ----------- |
| 先代 なし   | 航空委員会第三処処長 初代：1934.3 - 1936.5  | 次代 曹宝清 |
| 先代 林福元 | 空軍第一飛機製造廠廠長 第3代：1939 - 1941.4 | 次代 朱家仁 |